# Conseil des ports nationaux
Le Conseil des ports nationaux était une société de la couronne canadienne responsable de l'administration des activités commerciales et des services dans les principaux ports du Canada entre 1936 et 1983. Il était également responsable de la coordination et de la détermination de la politique, de la planification et de l'ingénierie des travaux d'immobilisations. Redevable au Parlement du Canada, le ministre des Transports en était responsable. Le conseil d'administration composé de trois membres a été créé par la Loi sur le Conseil des ports nationaux (1936).
Le Conseil des ports nationaux est dissous par la Loi sur la Société canadienne des ports (1983) et remplacé par Ports Canada (en), transférant ainsi de nombreuses responsabilités et pouvoirs aux autorités portuaires locales, qui ont désormais la responsabilité de veiller à ce que les objectifs nationaux de transport soient atteints, et de superviser la police de Ports Canada jusqu'à la dissolution du service en 1997.